# Unione Sportiva Cerignola 1934-1935
Questa pagina raccoglie i dati riguardanti  l'Unione Sportiva Cerignola nelle competizioni ufficiali della stagione 1934-1935.

## Rosa
| N. |                   | Ruolo | Calciatore          |
| -- | ----------------- | ----- | ------------------- |
|    | Italia (bandiera) | A     | Giuseppe Bradaschia |
|    | Italia (bandiera) | C     | Roberto Cinquini    |
|    | Italia (bandiera) | C     | Renzo Cinti         |
|    | Italia (bandiera) | P     | Dellino             |
|    | Italia (bandiera) | D     | Giuseppe Derin      |
|    | Italia (bandiera) | C     | Giuseppe Fiume      |
|    | Italia (bandiera) | D     | Renzo Gardini       |
|    | Italia (bandiera) | D     | Angelo Maffini      |

| N. |                   | Ruolo | Calciatore         |
| -- | ----------------- | ----- | ------------------ |
|    | Italia (bandiera) | C     | Gino Marazza       |
|    | Italia (bandiera) | A     | Carlo Marcora      |
|    | Italia (bandiera) | A     | Renzo Maroni       |
|    | Italia (bandiera) | D     | Damiano Nanula     |
|    | Italia (bandiera) | C     | Aldo Perana        |
|    | Italia (bandiera) | A     | Riccardo Traina    |
|    | Italia (bandiera) | P     | Agostino Ventrella |